# Wilhelm Kraiker
Wilhelm Kraiker (* 4. August 1899 in Frankfurt am Main; † 24. April 1987 in Rom) war ein deutscher Klassischer Archäologe.
1926 wurde Kraiker in Heidelberg bei Ludwig Curtius promoviert, 1928/29 erhielt er das Reisestipendium des Deutschen Archäologischen Instituts, anschließend war er Assistent an der Universität Heidelberg sowie am Deutschen Archäologischen Institut in Athen und Rom; am 12. Juli 1937 wurde er in Heidelberg habilitiert. Im Januar 1941 erhielt Kraiker als Unteroffizier der GFP-Gruppe 632 das Kriegsverdienstkreuz 2.Klasse mit Schwerten vom Militärbefehlshaber Frankreich. Von Juni 1941 bis September 1944 war Kraiker in Athen während der deutschen Besatzungszeit im Zweiten Weltkrieg bei dem neu entstandenen Kunstschutz, der dem Oberkommando des Heeres Generalquartiermeister Eduard Wagner unterstellt war, tätig, ab Juli 1942 leitend. Dieser Kunstschutzabteilung gelang es zusammen mit dem Deutschen Archäologischen Institut Athen und dem Auswärtigen Amt, den Einsatzstab Reichsleiter Rosenberg aus Griechenland zu vertreiben. 1943 wurde Kraiker zum außerplanmäßigen Professor an der Universität Innsbruck ernannt. Seit dem 1. Mai 1948 vertrat Kraiker die Professur für Klassische Archäologie an der Universität Kiel. Zum 1. Januar 1949 wurde er dort zum ordentlichen Professor und zugleich Direktor der Antikensammlung Kiel ernannt. 1968 wurde er emeritiert.
Kraikers bekanntestes Werk ist die mit Ernst Kirsten verfasste Griechenlandkunde (1. Auflage 1955), die aus Führungsblättern des deutschen Kunstschutzes für Soldaten während des Zweiten Weltkrieges hervorging. Das Werk wurde 1962 vollständig überarbeitet neu aufgelegt.

## Veröffentlichungen (Auswahl)
- (mit Karl Kübler): Die Nekropolen des 12. bis 10. Jahrhunderts (= Kerameikos, Bd. 1). de Gruyter, Berlin 1939.
- Aigina. Die Vasen des 10. bis 7. Jahrhunderts v. Chr. Mann, Berlin 1951.
- (mit Ernst Kirsten): Griechenlandkunde. Ein Führer zu klassischen Stätten. Winter, Heidelberg 1955 (überarb. u. ergänzte 5. Aufl., mit Ernst Kirsten. Winter, Heidelberg 1967).
- Die Malerei der Griechen. Kohlhammer, Stuttgart 1958.
- Funde in Athen. Die Entdeckung der griechischen Kunst. Musterschmidt, Göttingen 1971, ISBN 3-7881-1507-6.
- (Hrsg.): Archaische Plastik der Griechen (= Wege der Forschung, Bd. 309). Wissenschaftliche Buchgesellschaft, Darmstadt 1976, ISBN 3-534-05319-2.